# 高橋幹夫 (評論家)
高橋 幹夫（たかはし みきお、1935年 - 1999年）は、日本の評論家。

## 来歴
東京生まれ。学歴不詳。小学館勤務、雑誌編集部をへて、企画集団ＥＤＯ主宰。江戸時代の生活などについて書いた。

## 著書
- 『楽しく飲める店』柴田書店　1980　Tokyoグルメブック
- 『和食の店』柴田書店　1980　Tokyoグルメブック
- 『中華・ラーメンの店』柴田書店　1981　Tokyoグルメブック
- 『洋食の店』柴田書店　1981　Tokyoグルメブック
- 『江戸時代カタログ』山と渓谷社　1983
- 『たべあるき東京酒の店 1988年版』昭文社　1988　味シリーズ
- 『たべあるき東京接待の店 1988年版』昭文社　1988
- 『たべあるき東京ムードある店 1988年版』昭文社　1988　味シリーズ
- 『江戸あきない図譜』青蛙房　1993　のちちくま文庫
- 『江戸の暮らし図鑑 道具で見る江戸時代』芙蓉書房出版　1994
- 『江戸万物事典 絵で知る江戸時代』芙蓉書房出版　1994
- 『江戸あじわい図譜』青蛙房　1995　のちちくま文庫
- 『江戸歌舞伎図鑑 芝居で見る江戸時代』芙蓉書房出版　1995
- 『江戸商売絵字引 絵で見る江戸の商い』芙蓉書房出版　1995
- 『江戸いろざと図譜』青蛙房　1997　のちちくま文庫
- 『絵で知る江戸時代 江戸萬物事典』芙蓉書房出版　1998　シリーズ「江戸」博物館
- 『絵で見る江戸の商い 江戸商賣絵字引』芙蓉書房出版　1998　シリーズ「江戸」博物館
- 『江戸の笑う家庭学』芙蓉書房出版　1998
- 『芝居で見る江戸時代 江戸歌舞伎図鑑』芙蓉書房出版　1998　シリーズ「江戸」博物館
- 『道具で見る江戸時代 江戸の暮らし図鑑』芙蓉書房出版　1998　シリーズ「江戸」博物館